# Rachispoda villosa
Rachispoda villosa är en tvåvingeart som beskrevs av Wheeler 1995. Rachispoda villosa ingår i släktet Rachispoda och familjen hoppflugor.
Artens utbredningsområde är Paraguay. Inga underarter finns listade i Catalogue of Life.